# Maarten Van Severen
Maarten Van Severen est un designer belge né à Anvers le 5 juin 1956 et décédé à Gand le 21 février 2005.

## Biographie
Fils du peintre abstrait Dan Van Severen, Maarten Van Severen étudie l'architecture à Gand. Il commence par travailler dans divers ateliers de décoration et de meubles avant de créer ses propres meubles en 1986. Son fils est l'architecte David Van Severen. 
Sa première création est une table en acier au design très simple qui sera fabriquée plus tard en aluminium.  En 1988, il crée une table en bois, étroite et longe. Installé à Gand, il conçoit et réalise ses meubles dans son atelier. Ce n'est qu'à la fin des années 1990 qu'il commence à travailler avec des industriels du meuble comme Vitra, Kartell, Edra ou Bulo.
De 1997 à 1999, il collabore au OMA, le bureau d'architectes de Rem Koolhaas. Dans ce cadre, il participe à l'aménagement intérieur de la villa dall'Ava à Saint-Cloud puis de la villa Floirac près de Bordeaux.
Il est aujourd'hui reconnu pour ses créations simples et minimales : la chaise LCP fait partie des collections du MoMA.

## Réalisations marquantes
- Lampe U line (1996)
- Canapé Blue bench (1997), Edra
- Chaise .03 (1998), Vitra
- Chaise basse LCP (1999), Kartell
- Aménagement du site du Pont du Gard, mobilier extérieur[3] (1999)
- Chaise longue MVS (2001), Vitra
- Étagères Kast (2005), Vitra